# Krankenhausmuseum Nürnberg
Das Krankenhausmuseum Nürnberg ist ein Museum des Klinikums Nürnberg, das aus einer vollständig erhaltenen Krankenhausapotheke hervorgegangen ist und die Geschichte des Klinikums und des Gesundheitswesens der Stadt Nürnberg darstellt sowie medizinische Exponate präsentiert.

## Geschichte
Durch die Einrichtung des neuen Klinikum Süd wurde auch der Hauptsitz der Krankenhausapotheke, der zuvor in einem 1897 errichteten Verwaltungsgebäudes des Klinikum Nord lag, nach Langwasser verlegt. So konnte in der ehemaligen Krankenhausapotheke zum 100. Jahrestag des Klinikums eine Krankenhausmuseum eingerichtet werden.

## Ausstellung
Kernstück der Ausstellung ist die vollständig erhaltene Krankenhausapotheke aus Eichenholz mit vielen Standgefäßen und Schubladen für die Aufbewahrung verschiedener Pulver und Kräuter. In insgesamt zehn Ausstellungsräumen finden sich weiters eine Sammlung medizinischer Geräte und eine Destillationsanlage aus den frühen 1870er Jahren. Anhand dieser wird die Geschichte des städtischen Krankenhauses wie auch des Medizinal- und Gesundheitswesens in Nürnberg dokumentiert und präsentiert. Ein ergänzender zehnminütiger Film weist auf die Komplexität des Betriebs in einem modernen Krankenhauses hin.